# Syndipnus alutaceus
Syndipnus alutaceus là một loài tò vò trong họ Ichneumonidae.